# Нереїди

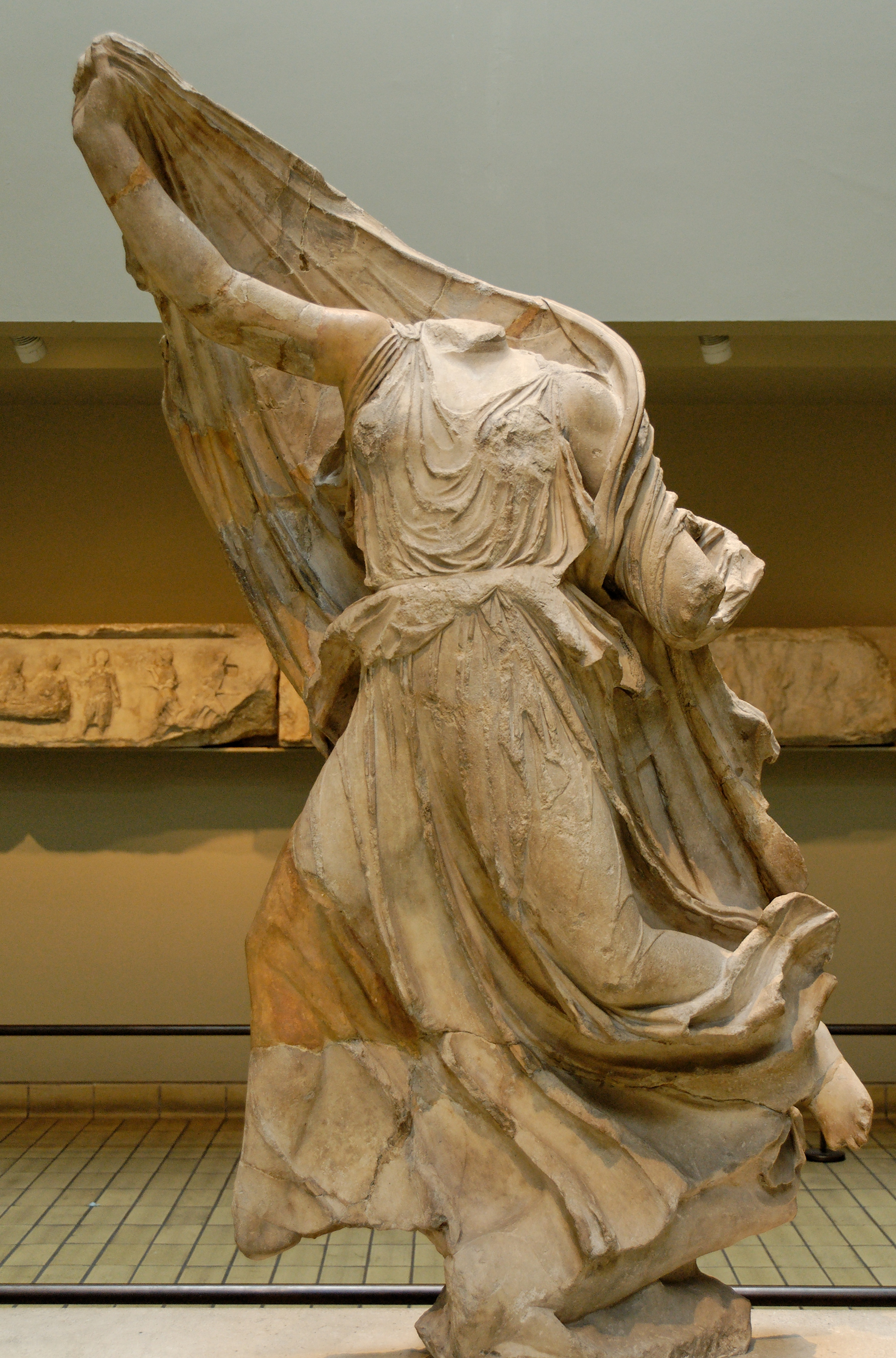
Статуя IV століття до н.е., що зображає одну з нереїд (з «Монументу нереїд» в Ксанфі)

Нереї́ди (грец. Νηρηίδες) — морські німфи, дочки Нерея й Доріди.
В Іліаді Гомер згадує 34 німфи (за іншими джерелами — 100, найчастіше — 50). Традиційно це перерахування нереїд можна назвати каталогом нереїд (наприклад, каталог кораблів та каталог троянців). У каталозі згадуються такі німфи, як Фетіда, Кімодокія, Фалія, Главка, Спея, Несея, Фея, Галія, Кімофея, Лімнорія, Актея, Меліта, Гера, Агава, Амфіфея, Дота, Прота, Феруза, Оріфія, Амфінома, Калліаніра, Дексамена, Динамена, Доріс, Панопа, Галатея, Німерта, Апсеведа, Калліанасса, Клімена, Яніра, Янасса, Мера, Амафея.
Про перелік нереїд, Олександр Зайцев висловився, що цей перелік-каталог являє собою запозичення з іншої гілки давньогрецького епосу - дидактичної та генеалогічної, про які відомо за творами Гесіода. У "Теогонії" Гесіода існує список Нереїд (стт. 243-262), дуже близький до Гомерівського, зі збігом багатьох імен. Текст Гомера складається із суцільного перерахування імен, і дієслова, наявні в перекладі Гнєдича, вставлені для полегшення читання.
Нереїди відзначалися надзвичайною вродою. Жили в батьковому палаці на дні моря, де пряли і ткали, співаючи пісень. Зображували їх дівчатами, що граються в морських хвилях із дельфінами й тритонами.
Метафорично нереїди — морські хвилі.
Ймовірно, нереїди були персонажами ще догрецьких вірувань.
На честь нереїд названі супутники планети Нептун — Нереїда, Галатея, а також озеро Нереїд в Антарктиді.